# Q-Max

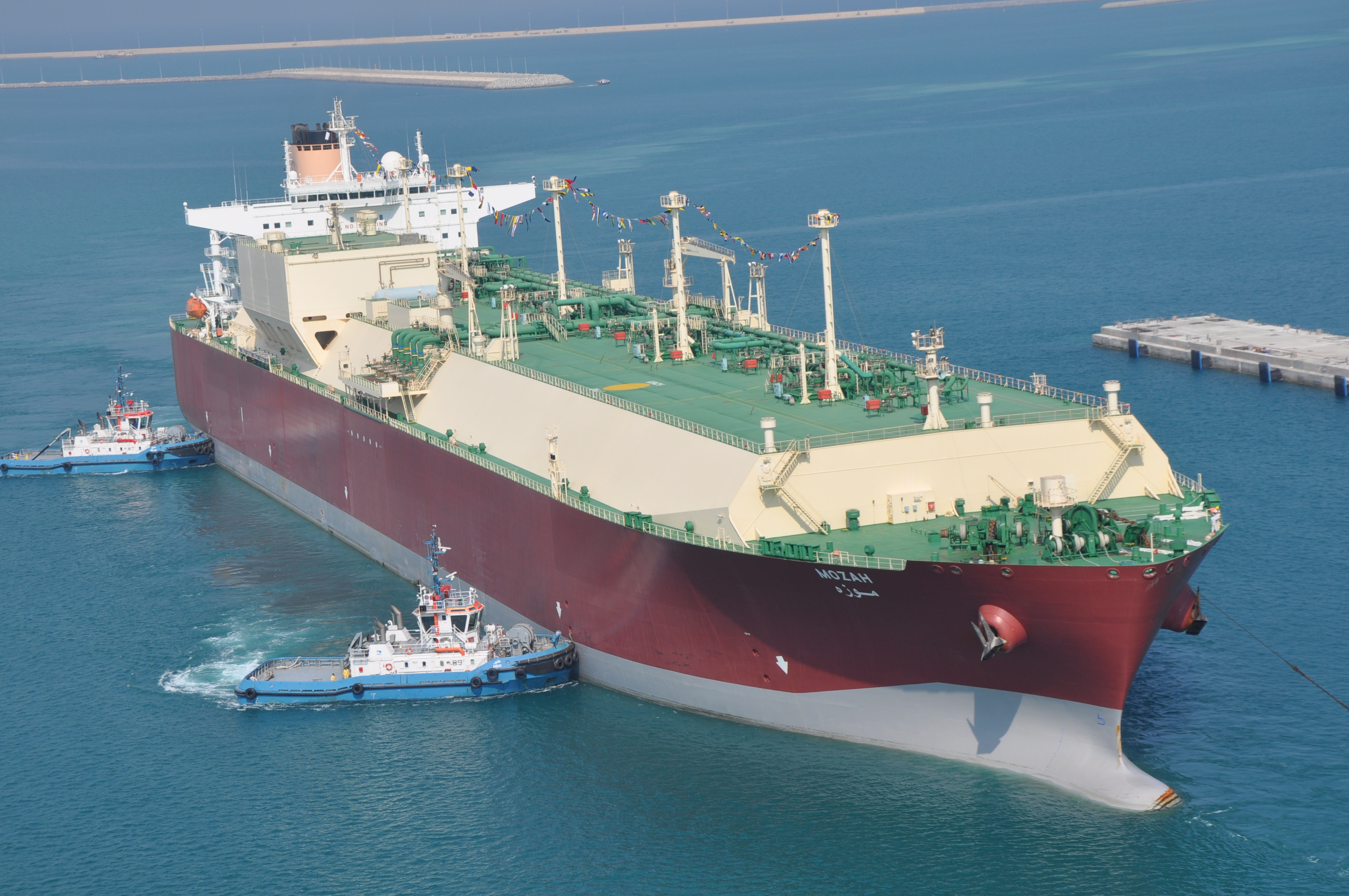
Mozah, СПГ-танкер класса Q-Max

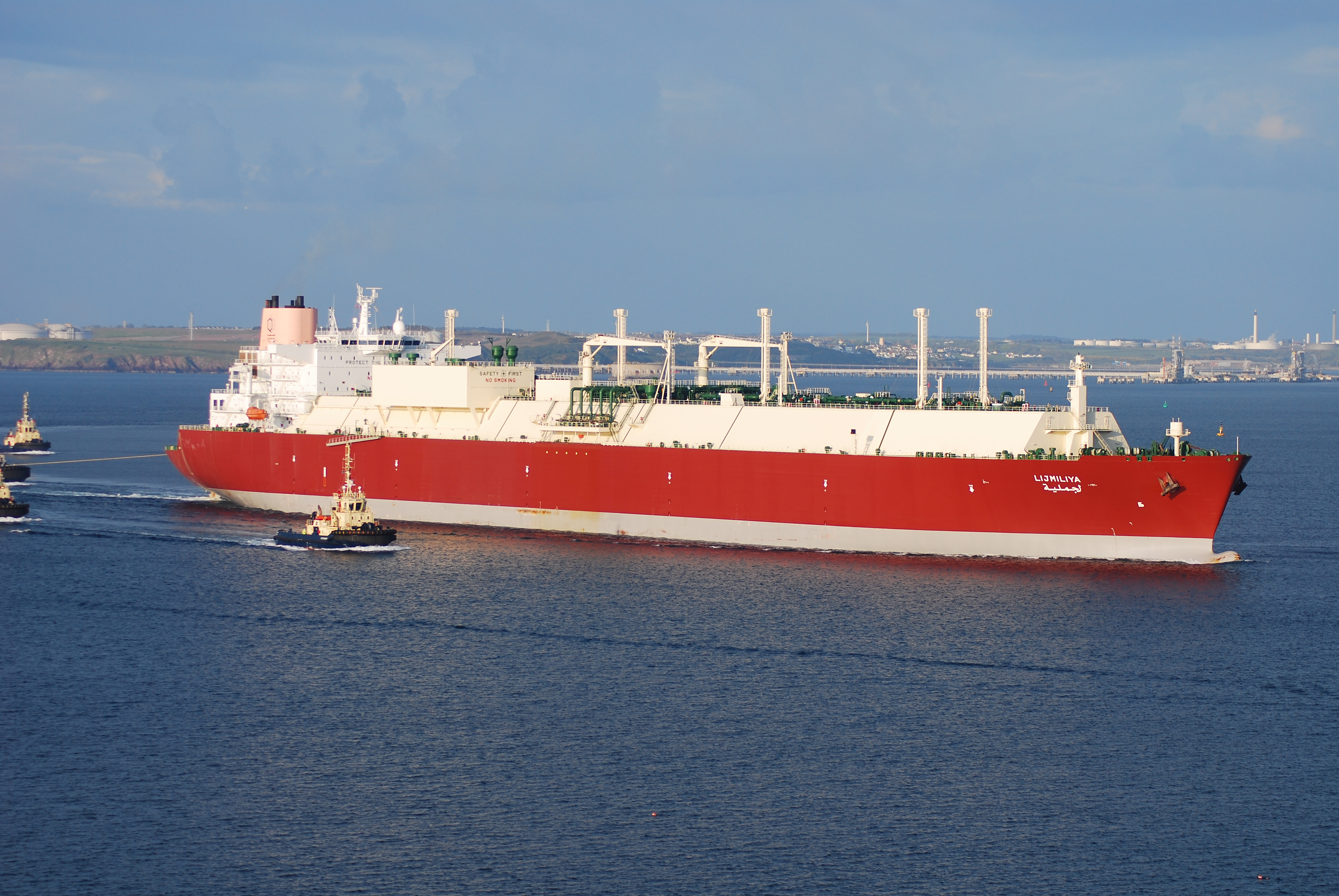
Lijmiliya, СПГ-танкер класса Q-Max

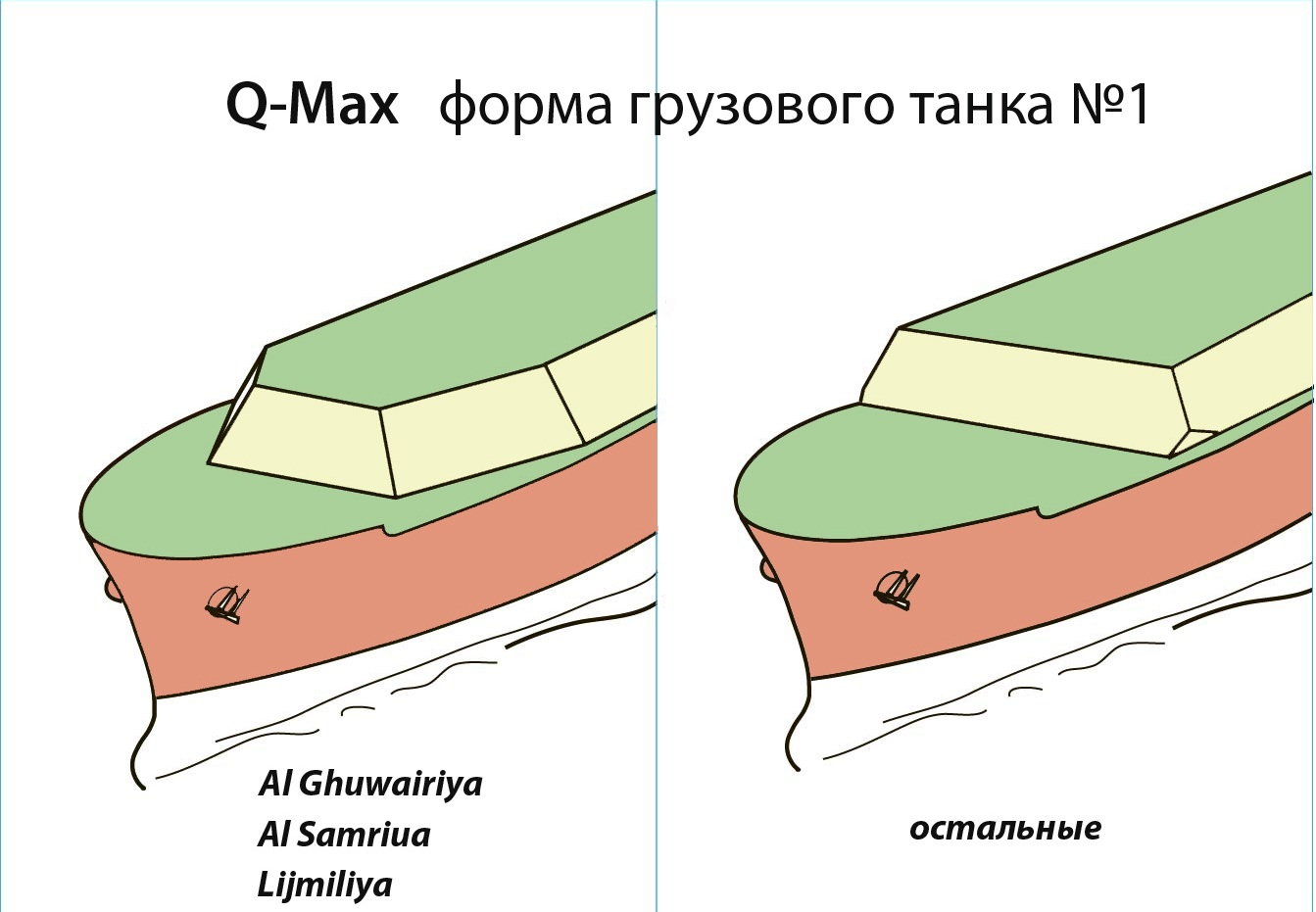
Различия во внешнем виде

Q-Max (Qatar-Max) — класс танкеров для перевозки сжиженного природного газа (газовозов) с мембранными резервуарами (танками). Корабли этого типа являются крупнейшими СПГ-танкерами в мировой истории.

## Техническое описание
Габаритные размеры: длина — 345 м, ширина — 55 м, высота борта — 27 м, высота по мачтам — 34,7 м, осадка — 12 м.
Суда типов Q-Max и Q-Flex оптимизированы для прохождения Суэцкого канала, но габариты Q-Max не позволяют ему пройти через Панамский канал,.
Q-Max имеет пять мембранных танков системы Gaztransport & Technigaz общей вместимостью от 261 700 м 3 до 267 335 м 3. У танкеров Al Ghuwairiya, Al Samriya и Lijmiliya — танки типа GTT NO96, у остальных — типа TGZ Mark III. Визуально эти три танкера легко отличить от остальных из серии по форме грузового танка № 1.
Основная силовая установка — два низкооборотных семицилиндровых двухтактных дизельных двигателя MAN-B&W 7S70ME-C производства Doosan Engine Co. Мощность одного двигателя — 21,770 кВт при 91 оборотах в минуту. Топливо — флотский мазут (HFO). Расход топлива — 138.2 тонн/день.
Вспомогательная силовая установка — четыре дизель-генератора. Дизели STX-MAN/9L32/40 имеют мощность 4500 кВт при 900 об/мин. Топливо — флотский мазут. Генераторы при тех же оборотах выдают 4300 кВт.
Движитель — два пятилопастных винта противоположного вращения. Диаметр винтов — 7,8 м.
Скорость при работе основной силовой установки на 85 % мощности от максимального длительного режима — 19,5 узлов.
Команда — 35 человек, из них 19 офицеров.
Корабли проектировались в начале двухтысячных годов, когда СПГ был дорогим, и постоянно дорожал ещё больше. Поэтому, чтобы избежать потери груза в пути, в конструкции предусмотрена система повторного сжижения газа (LNG Reliquefaction System. LNGRS.- англ) EcoRel производства Cryostar. Испарившийся газ вновь сжижается и возвращается в грузовые резервуары, поэтому в качестве основной силовой установки судна применена не традиционная для СПГ-танкеров паровая турбина, работающая при ходе под грузом на испаряющемся из резервуаров газе, а дизельные двигатели. Установка повторного сжижения газа (УПСГ) потребляет до 35-40 тонн топлива в сутки, и если её не использовать, за сутки танкер Q-Max теряет от испарения до 0,14 % груза.
Однако в настоящее время низкая стоимость природного газа на мировых рынках приводит к тому, что испаряющийся из грузовых танков газ дешевле использовать в качестве топлива, чем повторно сжижать.
В июне 2015 года владелец СПГ-танкеров Q-Max — компания Naklilat модернизировала основную силовую установку судна Rasheeda для работы на двух видах топлива — мазуте и газе.
17 ноября 2016 года управляющий директор Nakilat заявил, что эта модернизация «будет служить в качестве ориентира и проложит путь для конверсии остальной части нашего флота в будущем».

## Производители
Головное судно проекта — «Mozah» (названо в честь 2-й из трёх жен 3-го эмира Катара, шейхи Мозы) было построено Samsung Heavy Industries в октябре 2008 года. СПГ-танкеры типа Q-Max строила также Daewoo Shipbuilding & Marine Engineering Company.

## Корабли класса
Всего в период с 2008 по 2010 год было построено 14 СПГ-танкеров типа Q-Max. Все они принадлежат холдинговой компании Qatar Gas Transport Company (Nakilat), и зафрахтованы для катарских производителей СПГ Qatargas и RasGas.

### Список судов
| Корабль       | Построен   | Вместимость | Производитель | Владелец | стоимость  |
| ------------- | ---------- | ----------- | ------------- | -------- | ---------- |
| Mozah         | окт. 2008  | 267 335 м 3 | Samsung H.I   | Naklilat |            |
| Al Ghuwairiya | авг. 2008  | 263 249 м 3 | Daewoo S.M.E. | Naklilat | $261,7 млн |
| Bu Samra      | дек. 2008  | 267 335 м 3 | Samsung H.I   | Naklilat |            |
| Umm Slal      | нояб. 2008 | 267 335 м 3 | Samsung H.I   | Naklilat |            |
| Al Dafna      | окт. 2009  | 266 366 м 3 | Daewoo S.M.E. | Naklilat |            |
| Al Mafyar     | апр. 2009  | 267 335 м 3 | Samsung H.I   | Naklilat | $290 млн   |
| Al Mayeda     | февр. 2009 | 267 335 м 3 | Samsung H.I.  | Naklilat | $290 млн   |
| Al Samriya    | 2009       | 261 700 м 3 | Daewoo S.M.E. | Naklilat | $290 млн   |
| Lijmiliya     | янв. 2009  | 261 700 м 3 | Daewoo S.M.E. | Naklilat | $290 млн   |
| Mekaines      | февр. 2009 | 267 335 м 3 | Samsung H.I.  | Naklilat | $290 млн   |
| Shagra        | нояб. 2009 | 266 398 м 3 | Samsung H.I.  | Naklilat |            |
| Aamira        | май 2010   | 266 236 м 3 | Samsung H.I.  | Naklilat |            |
| Rasheeda      | авг. 2010  | 266 276 м 3 | Samsung H.I.  | Naklilat |            |
| Zarga         | март 2010  | 266 433 м 3 | Samsung H.I.  | Naklilat | $221.8 млн |